# کبوترهای سینه‌سبز
سردهٔ کبوترهای سینه‌سبز (نام علمی: Hemiphaga)، دارای دو گونه بزرگ کبوتر از نیوزیلند است.
دو زیرگونه از کبوتر نیوزلندی به نام‌های Hemiphaga novaseelandiae وجود دارد: H. n. novaseelandiae از سرزمین اصلی نیوزلند و کبوتر نورفک (H. n. spadicea) جزیره نورفولک که اکنون منقرض شده است. این زیرگونه‌ها از نظر رنگ و شکل پرهایشان متفاوت بودند.
این سرده دو گونه دارد.